# Václav Procházka
Václav Procházka (ur. 8 maja 1984 w Rokycanach) – czeski piłkarz grający na pozycji obrońcy. Od 2020 jest zawodnikiem klubu FC Fastav Zlín.

## Kariera klubowa
Swoją karierę piłkarską Procházka rozpoczął w 1990 roku w klubie ZKZ Břasy. W 1995 roku podjął treningi w juniorach Viktorii Pilzno. W 2002 roku stał się członkiem pierwszego zespołu Viktorii. W sezonie 2001/2002 zadebiutował w jego barwach w drugiej lidze czeskiej. W sezonie 2002/2003 awansował z Viktorią do pierwszej ligi. W sezonie 2003/2004 zajął z Viktorią ostatnie miejsce w lidze i wrócił do drugiej ligi. W trakcie sezonu 2004/2005 został wypożyczony do 1. FC Slovácko, w którym zadebiutował 26 lutego 2005 w przegranym 1:2 domowym meczu z 1. FC Brno. Grał w nim przez pół roku. Latem 2005 wrócił do Viktorii, w której grał do 2007.
Latem 2007 Procházka został zawodnikiem FK Mladá Boleslav. Swój debiut w nim zaliczył 11 listopada 2007 w przegranym 0:2 wyjazdowym meczu z Viktorią Pilzno. W maju 2011 wystąpił w wygranym po serii rzutów karnych (po 120 minutach był remis 1:1) finale Pucharu Czech z Sigmą Ołomuniec. W FK Mladá Boleslav grał do końca 2011 roku.
Na początku 2012 roku Procházka wrócił do Viktorii Pilzno. W sezonie 2012/2013 wywalczył z nią swój pierwszy tytuł mistrza kraju w karierze. W sezonie 2013/2014 został wicemistrzem kraju, a w sezonie 2014/2015 ponownie wywalczył tytuł mistrzowski. Latem 2015 zdobył Superpuchar Czech.
W 2016 roku Procházka przeszedł do Osmanlısporu, w którym zadebiutował 16 stycznia 2016 w przegranym 0:1 wyjazdowym meczu z Kayserisporem.
| Sezon   | Klub              | Kraj   | Rozgrywki | Mecze | Gole |
| ------- | ----------------- | ------ | --------- | ----- | ---- |
| 2001/02 | Viktoria Pilzno   | Czechy | II liga   | 1     | 0    |
| 2002/03 | Viktoria Pilzno   | Czechy | II liga   | 0     | 0    |
| 2003/04 | Viktoria Pilzno   | Czechy | I liga    | 23    | 1    |
| 2004/05 | Viktoria Pilzno   | Czechy | II liga   | 12    | 0    |
| 2004/05 | 1. FC Slovácko    | Czechy | I liga    | 8     | 0    |
| 2005/06 | Viktoria Pilzno   | Czechy | I liga    | 28    | 1    |
| 2006/07 | Viktoria Pilzno   | Czechy | I liga    | 29    | 0    |
| 2007/08 | Viktoria Pilzno   | Czechy | I liga    | 3     | 1    |
| 2007/08 | FK Mladá Boleslav | Czechy | I liga    | 13    | 0    |
| 2008/09 | FK Mladá Boleslav | Czechy | I liga    | 29    | 3    |
| 2009/10 | FK Mladá Boleslav | Czechy | I liga    | 26    | 1    |
| 2010/11 | FK Mladá Boleslav | Czechy | I liga    | 21    | 3    |
| 2011/12 | FK Mladá Boleslav | Czechy | I liga    | 14    | 2    |
| 2011/12 | Viktoria Pilzno   | Czechy | I liga    | 6     | 0    |
| 2012/13 | Viktoria Pilzno   | Czechy | I liga    | 27    | 5    |
| 2013/14 | Viktoria Pilzno   | Czechy | I liga    | 28    | 2    |
| 2014/15 | Viktoria Pilzno   | Czechy | I liga    | 30    | 1    |
| 2015/16 | Viktoria Pilzno   | Czechy | I liga    | 14    | 0    |
| 2015/16 | Osmanlıspor       | Turcja | Süper Lig | 6     | 0    |
| 2016/17 | Osmanlıspor       | Turcja | Süper Lig | 29    | 0    |
| 2017/18 | Osmanlıspor       | Turcja | Süper Lig | 3     | 0    |
| 2017/18 | Baník Ostrawa     | Czechy | I liga    | 13    | 1    |
| 2018/19 | Baník Ostrawa     | Czechy | I liga    | 25    | 2    |
| 2019/20 | Baník Ostrawa     | Czechy | I liga    | 22    | 0    |
| 2020/21 | FC Fastav Zlín    | Czechy | I liga    | 19    | 0    |

## Kariera reprezentacyjna
W 2003 roku Procházka wystąpił z reprezentacją Czech U-19 na Mistrzostwach Europy U-19. W tym samym roku był też w składzie kadrze U-20 na Mistrzostwa Świata U-20. W dorosłej reprezentacji Czech zadebiutował 14 sierpnia 2013 w zremisowanym 1:1 towarzyskim meczu z Węgrami, rozegranym w Budapeszcie, gdy w 46. minucie zmienił Tomáša Sivoka.